# Krama Yudha Tiga Berlian
El Krama Yudha Tiga Berlian fue un equipo de fútbol de Indonesia que militó en la Liga Indonesia, la liga de fútbol más importante del país.

## Historia
Fue fundado en el año 1985 en la ciudad de Palembang y su dueño era la Krama Yudha Tiga Berlian Motor company, dedicada al negocio de automóviles. Fue campeón de liga en 2 ocasiones, cuando la liga se llamaba Galatama y 1 vez fue subcampeón, 3 veces campeón de la Liga Piala.
A nivel internacional participó en 3 torneos continentales, donde su mejor participación fue en la Copa de Clubes de Asia de 1986, donde fue eliminado en las Semifinales por el Daewoo Royals de Corea del Sur.
El equipo desapareció en el año 1992 por problemas internos y administrativos y conflictos con la AFC.

## Palmarés
- Galatama: 2

1986, 1987
- - Subcampeón: 1

1990
- Liga Piala: 3

1987, 1988, 1989

## Participación en competiciones de la AFC
- Copa de Clubes de Asia: 2 apariciones

| 1986 - Semifinales | 1988 - Ronda Clasificatoria |

- Recopa de la AFC: 1 aparición

1989 - abandonó en la Primera Ronda